# Zacco taliensis
Zacco taliensis és una espècie de peix cipriniforme de la família dels ciprínids.